# 加奇角
加奇角（英語：Gagge Point），是南極洲的海岬，位於比斯科群島的拉瓦錫島南端，根據美國測量隊拍攝的空中照片繪入地圖，以美國的生理學家命名，現時由南極條約體系管理。